# Europese kampioenschappen streetskateboarden
De Europese kampioenschappen streetskateboarden zijn door de World Skate georganiseerde kampioenschappen voor skateboarders. 

## Edities
| Editie | Jaar | Locatie                   |
| ------ | ---- | ------------------------- |
| 1      | 2018 | Bazel (Zwitserland)       |
| 2      | 2019 | Nizjni Novgorod (Rusland) |